# Алексіївка (Володарський район)
Алексіївка (рос. Алексеевка) — село у Володарському районі Астраханської області Російської Федерації.
Населення становить 233 особи (2010). Входить до складу муніципального утворення Цвєтновська сільрада.

## Історія
Населений пункт розташований на території українського етнічного та культурного краю Жовтий Клин. Згідно із законом від 6 серпня 2004 року органом місцевого самоврядування є Цвєтновська сільрада.

## Населення
| 2002 | 2010 |
| ---- | ---- |
| 296  | ↘233 |